# موغيرود
موغيرود هي قرية تقليدية صغيرة في مقاطعة بيست ، المجر . وقعت معركة موغيرود هنا في 14 مارس 1074 ، بين سليمان ، ملك المجر وأبناء عمه Géza و Ladislaus ، الذين كانوا يطالبون بحقوق العرش. للاحتفال بالنصر ، تم تثبيت معايير لازلو ، وإنشاء دير على جبل كلاستروم. من بين معالم القرية الكنيسة الكاثوليكية الرومانية ، التي بنيت بين 1745 و 1749 ، تمثال القديس يوحنا نيبوموك ، المنحوت من الحجر ، وأبرشية الباروك التي بناها أسقف فاك. يقع مسار سباق حلبة المجر في المدينة.

## الموقع
تبعد البلدة 18 كم من بودابست بجوار الطريق السريع M3 في وادي تلال Gödöllői. أعلى نقطة هي جبل Somlyó ، (Gyertyános 326m) والتي يمكن رؤيتها من الطريق السريع أو HÉV. يأتي الكثير من الناس للعيش هنا بسبب قربها من بودابست مع الحفاظ على هدوء البلاد.

## الاقتصاد

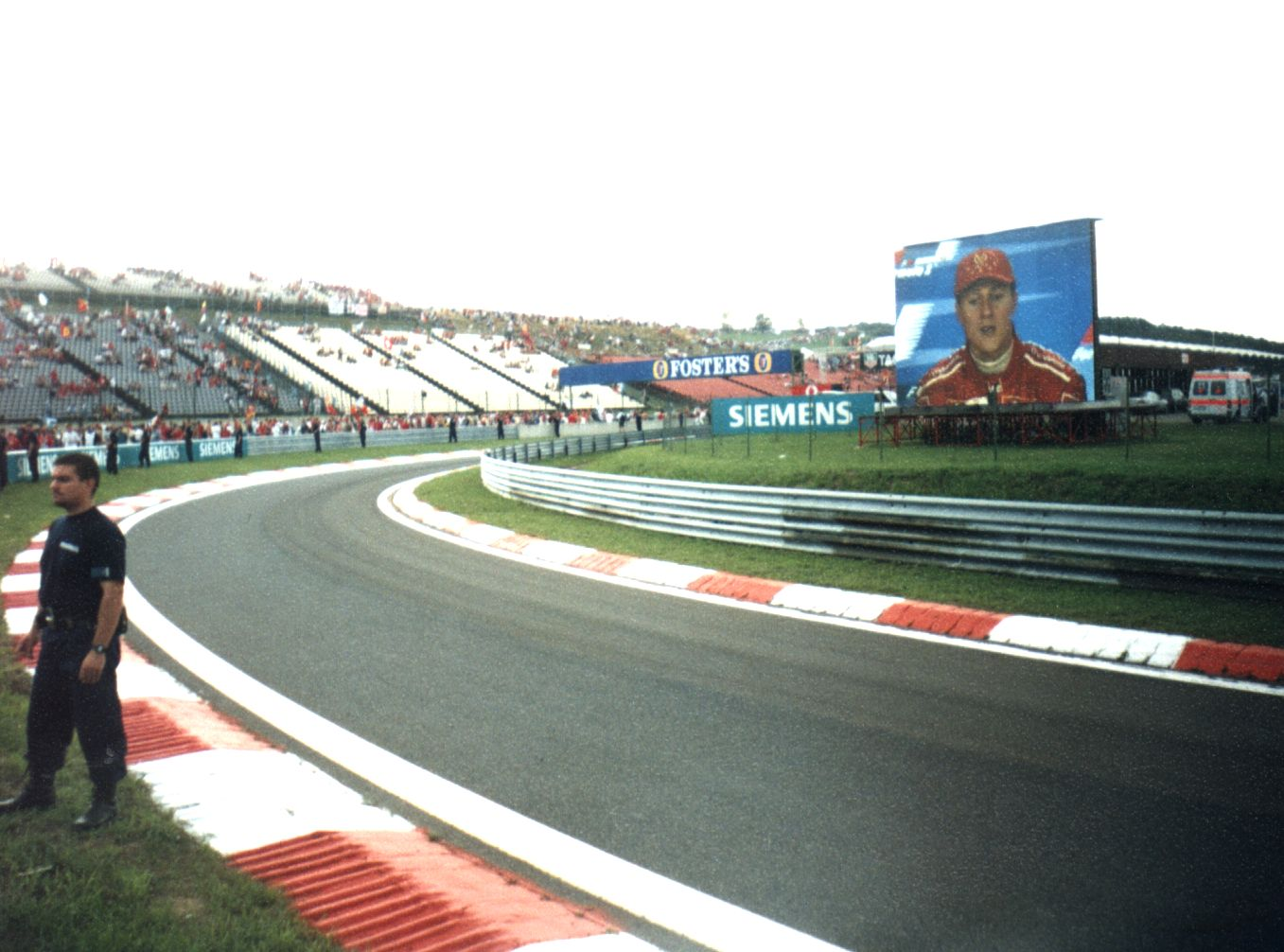
مايكل شوماخر على حلبة المجر.

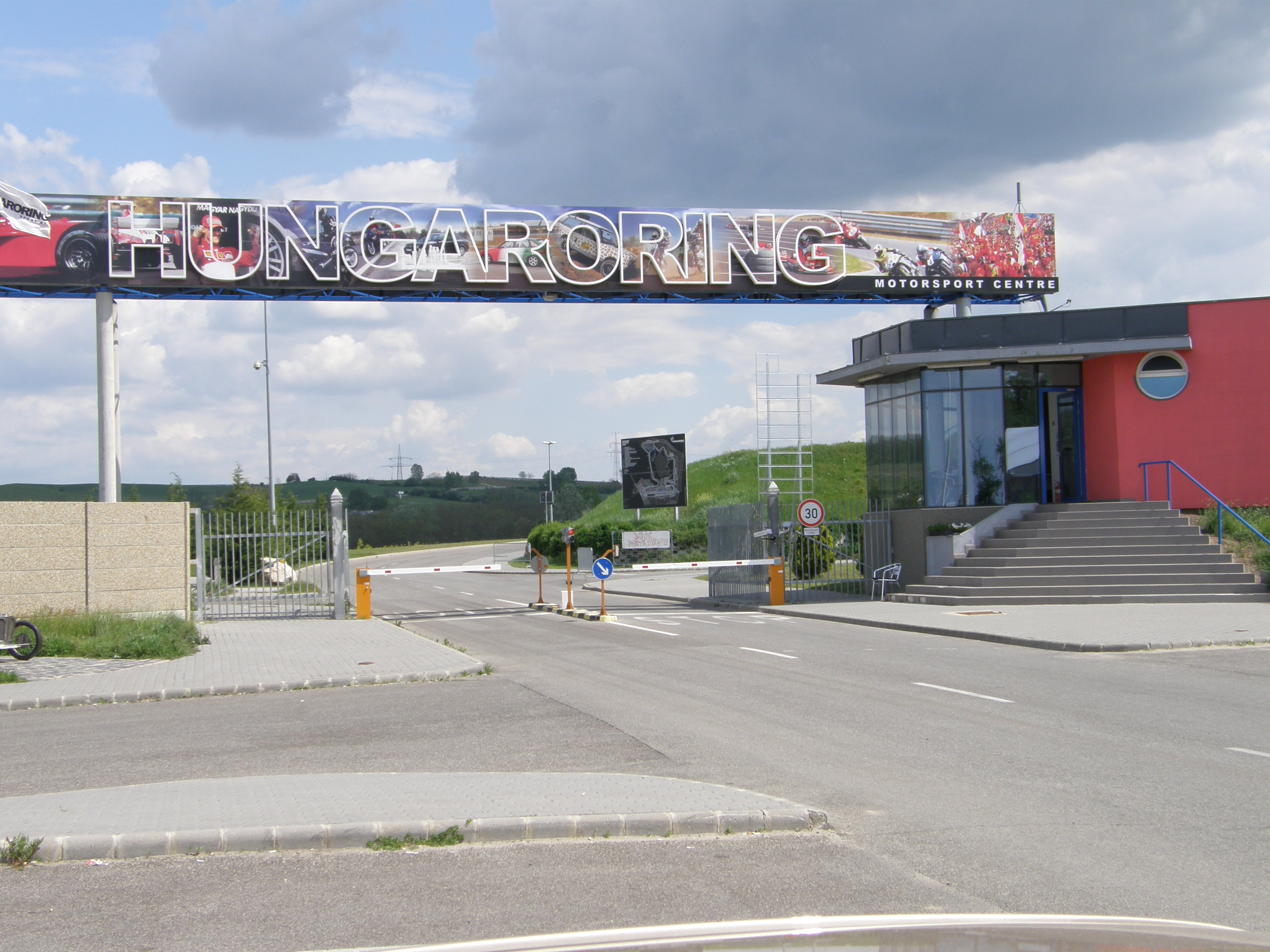
مدخل حلبة المجر

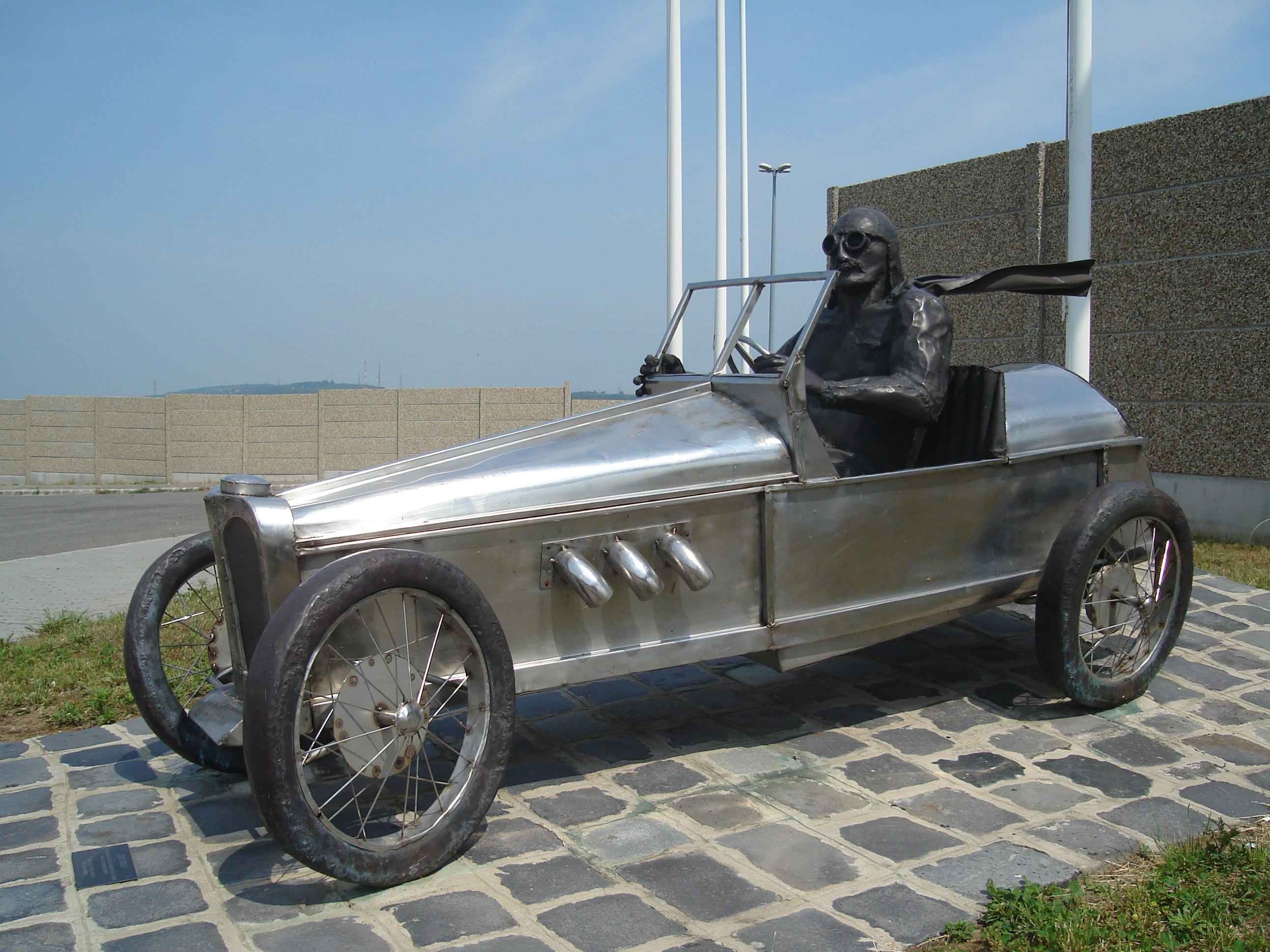
تمثال فيرينك زيزيس ، سائق سيارة سباق مجري ، الفائز بسباق الجائزة الكبرى الأول في 26 يونيو 1906

الإيرادات الرئيسية للقرية تأتي من السياحة. سباق الجائزة الكبرى المجري مشهور في جميع أنحاء العالم. كثير من الناس يزورون السباقات التي تقام في مضمار سباق المجر . البطولات متكررة حقا ، هناك حوالي عشرين سيارة وسباق سيارات في جميع أنحاء البلاد. وهناك أيضًا برامج أخرى (عروض السيارات ، السباقات الخاصة ، البطولات المجانية ، سباقات الدراجات ، مسابقات الجري ، إلخ. ). مشهد رئيسي آخر للمستوطنة هو Aquapark of Mogyoród ، وهي واحدة من أشهر ملاهي المياه في المجر . عادة ما يزور مشاهير الحديقة (على سبيل المثال ، سائقو الفورمولا ون والفنانين والمطربين والمشاهير ، إلخ. ). وهي منازل صيفية لكثير من الناس من بودابست .

## أشياء يجب رؤيتها
- الكنيسة الكاثوليكية ( الباروك ، 1749 ، بنيت على أنقاض الدير القديم لأمر القديس بنديكت )
- كالفاريا وتمثال جون نيبوموك القرن السابع عشر)
- المجري
- بينس سور (مصانع النبيذ في الشارع)
- الميدان الرئيسي
- Aquaréna [2] (aquapark) ( hu: Aquaréna )
- جنوب المدينة هو Csörsz árok .

## سكان بارزون
- كارولي بيبو ، النحات المجري والباني

## روابط خارجية
- صفحة الويب الرسمية لـ موغيرود - باللغة المجرية
- دليل الزوار إلى موغيورود - باللغة الإنجليزية
- دليل المسافرين إلى موغيرود - باللغة الإنجليزية